# おはしょり

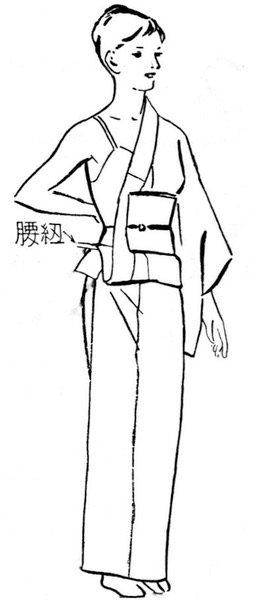
おはしょりの説明図

おはしょりは、女性用の長着において、腰のあたりで布を折り上げ帯の下側に折り山を出してちょうど良い丈にする着方、またその折り畳んだ部分のこと。「お端折」とも表記する。「端折る（はしょる）」という動詞は、この意味から転じて「話をかいつまんで手短にする」という意味を持つようになった。
現代では、おはしょりの幅（帯の下端からおはしょりの下端までの長さ）は2寸ほど（人差し指の長さほど）、下端は水平にまっすぐ、平らにシワなく作るのが良いとされている。
おはしょりを作らない着方は「対丈（ついたけ、つったけ）」という。

## 歴史

### 起源
江戸時代初期までは男女ともにおはしょりは無かったが、日本の装束は基本的に短くとも脛あたりまでの丈があるため、しばしば動きの妨げにならないよう裾を持ち上げる必要があった。この目的で着物の前を手でつまんで持ち上げる所作を「褄取（つまどり）」といい、古くは日本書紀にも記述がみられる。

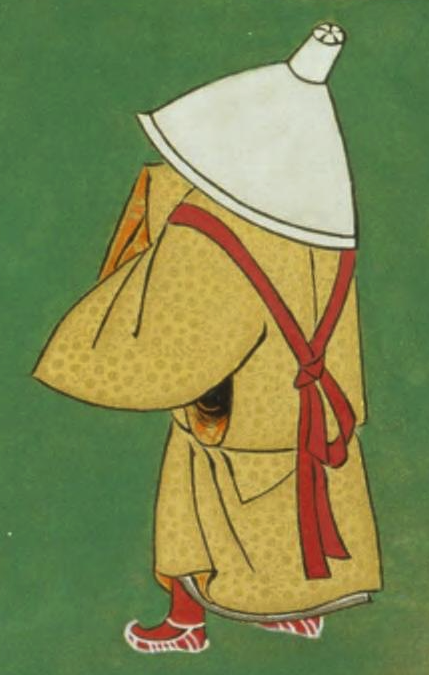
壺装束
（『春日権現験記』1309年/原画：高階隆兼 ）

平安時代の小袖や袿は裾を引きずる丈であったが、「壺装束」という女性の旅姿では、着たものを腰のあたりでたくし上げ、紐で固定した（「壺折」）。これがおはしょりの祖先ともいえる。
江戸時代初期の女性装束は、対丈ではあるものの、地面に引きずる長さであった。これを「引摺（ひきずり）」という。絵画などでは、一般女性は戸外でも引摺姿で描かれるのに対し、遊女は、着物をたくし上げて帯に挟み、余った布を帯の上から出した姿で描かれている。
1664年（寛文4年）、「織物寸尺制」が出され、反物はそれまでより2尺長く作るよう定められた。この規格変更が女性用長着の仕立て上がり寸法にも反映されて着丈が長くなり、何らかの方法で裾丈を調整する必要が生じた。これに対して男性用長着は、現代に至るまで変わらず対丈で仕立てられている。
江戸時代中期には、裾を持ち上げるため、前述の「褄取」、メインの帯より低い位置にそれとは別の「抱帯（かかえおび）」や「しごき帯」を締めて持ち上げる方法、ぐるぐると巻いた帯と帯の間から着物を引き出して持ち上げる方法などが用いられた。
並行して、女性用の帯も、江戸初期には現代の男性用の帯と同程度の細帯であったのが、次第に幅が広くなり、享保期にはほぼ現代と同じ幅に発展して、女性の装束は形態上の装飾性を増していった。
また、襦袢・長着と一枚ずつ打ち合わせて着重ねていく通常の着付け方（「てんでん前」）のほかに、先に着るものをすべて重ねてしまってからいっぺんに打ち合わせる「一つ前」という着方も行われた。これも足さばきを良くするための方法である。
江戸時代後期には室内でもおはしょりを作ることが一般化し、「引摺」は、「おはしょりをせず、めかし込んでろくに働かない女性」を指す否定的な語となった。
- 褄取姿
（鈴木春信/18世紀）
- 室内では引摺姿、屋外では抱帯で裾を上げている
（鈴木春信/1770年）
- 巻いた帯の間から着物を引き出して裾を上げている
（鈴木春信/1760年代末）

### 過渡期
明治時代になると、一般女性の間では、「引摺」は一部の富裕層や礼装の際のみの装いとなり、おはしょり姿が日常的なものとなった。この頃の雑誌にも「ハシヨリ」という記述がみられるようになるが、その形態はまだ固定されておらずさまざまであった。
おはしょりの方法は、「着付けをすべて済ませたあとに腰のあたりの布をいっぺんに持ち上げて固定する」着方から、「帯を締める前に持ち上げて固定しておく」着方に移っていった。
まず「下締（現代でいう腰紐）」で持ち上げ部分を固定し、その後、帯を巻く部分に「腰帯」を締めるという、現代と同じ方法になっていったようだが、花柳界ではこの2本の役割を1本の長い紐で済ませていたという。つまり、下締として締めた紐の余った部分をそのまま上に渡し巻いて腰帯としても使ったことになる。この方法が一般女性にも普及していたようで、当時の雑誌には、「下締一本ではしょるのは芸妓のすることで下品であるから、良家の子女は品位の高い腰帯やシゴキなどを用いるべきではないか」といった記述もみられる。
この「下締」と「腰帯」は用語として混同されていたようで、
という記述もみられる。つまり、おはしょりを持ち上げるための下締を、（品位の高い腰帯やシゴキのように）装飾としてわざと見せる着方が流行していたということになる。
昭和初期頃までは襦袢もおはしょりが必要な着丈であったため、この時代のおはしょりはぽってりとふくらんだ形に作られることも多く、
などと揶揄されることもあった。
- おはしょりの中心をしごき帯で締めた島津斉彬の娘たち(1858年頃)
- ぽってりとしたおはしょり姿の山階宮安子女王(1920年)
- おはしょりを斜めに作った実業家令嬢(1920年)

### 機能化
昭和初期には、おはしょりは身丈や着姿を調整するためのものとなる。
1928年（昭和3年）には、美容家のメイ牛山により、長襦袢のおはしょりの調整によって体型補正する方法が紹介されている。
昭和30年代には、長襦袢は対丈で仕立てられるようになったため、おはしょりもすっきりしたものとなる。
和裁書や着付け書などで「おはしょり」という語が出てくるのもこの頃からであり、1958年（昭和33年）の和裁書には「おはしょりの幅は7cmくらいが適切」との記載がある。また、和裁書には「着る人の身長に合わせ、おはしょり分が多くなりすぎないように計算する」といった記述、着付け書には「おはしょりが多い場合・少ない場合、それぞれの着付け方」などの記述がみられるようになる。
昭和中期にはおはしょりの下端を斜めにすることも流行し、1960年の雑誌の着付け記事には以下のような記述がある。
また、生地が傷んだ部分を繰り回して仕立て直す場合、おはしょりの内側の見えないところに傷んだ部分がくるようにするなど、実用的な役割も持つこととなる。

## 男性の場合
男性の長着におはしょりが採用されなかった理由は定かではないが、男性は一般に女性よりも活動性が高いため、余分な布がもたついて着崩れを起こしやすいおはしょりを取り入れることはしなかったのではないかという考察がある。

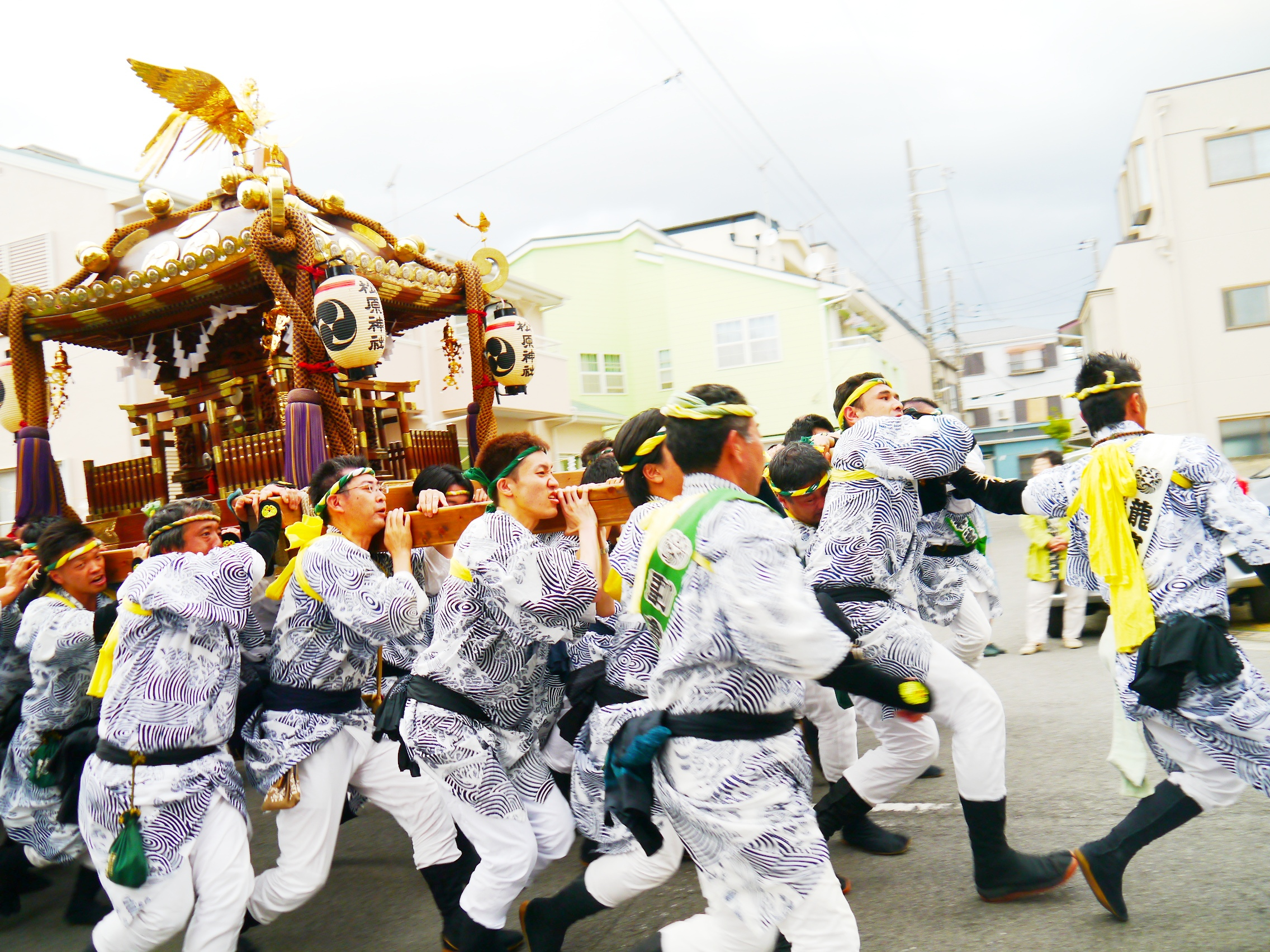
祭りでの尻はしょり姿（2015年）

男性が動きやすいように長着をたくし上げる場合は、前裾から後ろに向かって裾をすべてまくり上げ、一まとめにして帯の背部に挟み込む方法が一般的である。これを「尻はしょり」「尻っぱしょり」「尻絡げ（しりからげ）」という。江戸時代の職人を描いた画などによくみられる。